# Европско првенство у атлетици на отвореном 1962 — 80 метара препоне за жене
Такмичење у трчању на 80 метара са препонама у женској конкуренцији на 7. Европском првенству у атлетици 1962. одржано је 14, 15.и 16. септембра у Београду на стадиону ЈНА.
Титулу освојену у Стокхолму 1958, бранила је Галина Бистрова из СССР

## Земље учеснице
Учествовало је 16 такмичарки из 9 земаља. 
1. Данска (1)
2. Италија (1)
3. Југославија (1)
4. Немачка (3)
5. Пољска (3)
6. СССР (2)
7. Турска (1)
8. Уједињено Краљевство (3)
9. Француска (1)

## Рекорди
| Рекорди пре почетка Европског првенства 1962.     | Рекорди пре почетка Европског првенства 1962. | Рекорди пре почетка Европског првенства 1962. | Рекорди пре почетка Европског првенства 1962. | Рекорди пре почетка Европског првенства 1962. | Рекорди пре почетка Европског првенства 1962. |
| ------------------------------------------------- | --------------------------------------------- | --------------------------------------------- | --------------------------------------------- | --------------------------------------------- | --------------------------------------------- |
| Светски рекорд                                    | Гизела Биркемајер                             | Западна Немачка                               | 10,5                                          | Лајпциг, Источна Немачка                      | 24. јул 1960.                                 |
| Светски рекорд                                    | Бети Мур                                      | Велика Британија                              | 10,5                                          | Касел, Западна Немачка                        | 25. август 1962.                              |
| Светски рекорд                                    | Карин Балцер                                  | Источна Немачка                               | 10,5                                          | Лајпциг, Источна Немачка                      | 23. мај 1964.                                 |
| Светски рекорд                                    | Ирина Прес                                    | СССР                                          | 10,5                                          | Кијев, Совјетски Савез                        | 9. август 1964.                               |
| Светски рекорд                                    | Ирина Прес                                    | СССР                                          | 10,5                                          | Кијев, Совјетски Савез                        | 28. август 1964.                              |
| Светски рекорд                                    | Драга Стамејчич                               | Југославија                                   | 10,5                                          | Цеље, Западна Немачка                         | 5. септембар 1964.                            |
| Европски рекорд                                   | Гизела Биркемајер                             | Западна Немачка                               | 10,5                                          | Лајпциг, Источна Немачка                      | 24. јул 1960.                                 |
| Европски рекорд                                   | Бети Мур                                      | Велика Британија                              | 10,5                                          | Касел, Западна Немачка                        | 25. август 1962.                              |
| Европски рекорд                                   | Карин Балцер                                  | Источна Немачка                               | 10,5                                          | Лајпциг, Источна Немачка                      | 23. мај 1964.                                 |
| Европски рекорд                                   | Ирина Прес                                    | СССР                                          | 10,5                                          | Кијев, Совјетски Савез                        | 9. август 1964.                               |
| Европски рекорд                                   | Ирина Прес                                    | СССР                                          | 10,5                                          | Кијев, Совјетски Савез                        | 28. август 1964.                              |
| Европски рекорд                                   | Драга Стамејчич                               | Југославија                                   | 10,5                                          | Цеље, Југославија                             | 5. септембар 1964.                            |
| Рекорди европских првенстава                      | Галина Бистрова                               | СССР                                          | 10,7                                          | Стокхолм, Шведска                             | 21. август 1958.                              |
| Рекорди после завршеног Европског првенства 1962. |                                               |                                               |                                               |                                               |                                               |
| Рекорди европских првенстава                      | Ерика Фиш                                     | Западна Немачка                               | 10,7                                          | Београд, Југославија                          | 14. септембар 1962.                           |
| Рекорди европских првенстава                      | Галина Бистрова                               | СССР                                          | 10,7                                          | Београд, Југославија                          | 14. септембар 1962.                           |
| Рекорди европских првенстава                      | Тереса Ћепли                                  | Пољска                                        | 10,7                                          | Београд, Југославија                          | 14. септембар 1962.                           |
| Рекорди европских првенстава                      | Тереса Ћепли                                  | Пољска                                        | 10,6                                          | Београд, Југославија                          | 16. септембар 1962.                           |
| Рекорди европских првенстава                      | Карин Балцер                                  | Источна Немачка                               | 10,6                                          | Београд, Југославија                          | 16. септембар 1962.                           |
| Рекорди европских првенстава                      | Марија Пјатковска                             | Пољска                                        | 10,6                                          | Београд, Југославија                          | 16. септембар 1962.                           |
| Рекорди европских првенстава                      | Ерика Фиш                                     | Западна Немачка                               | 10,6                                          | Београд, Југославија                          | 16. септембар 1962.                           |

## Освајачи медаља
|                     |                      |                          |
| Тереса Ћепли Пољска | Карин Балцер Немачка | Марија Пјатковска Пољска |
| Тереса Ћепли Пољска | Карин Балцер Немачка | Ерика Фиш Немачка        |

## Сатница
| Датум         | Време | Коло          |
| ------------- | ----- | ------------- |
| 14. септембар |       | Квалификације |
| 15. септембар | 16:00 | Полуфинале    |
| 16. септембар | 16:40 | Финале        |

## Резултати

### Квалификације
У квалификацијама такмичарке су биле подељене у четири групе: две са три и две са пет такмичарки. За полуфинале су се квалификовале по 3 првопласиране из све четири групе (КВ).,
Ветар: 1. гр. 1,9 м/с, 2. гр. 1,6 м/с, 3. гр. 0,8 м/с, 4. гр. 2,1 м/с
| Пласман | Група | Такмичарка        | Земља                | Резултат | Белешке |
| ------- | ----- | ----------------- | -------------------- | -------- | ------- |
| 1.      | 2     | Ерика Фиш         | Западна Немачка      | 10.7     | КВ, РЕП |
| 1.      | 2     | Галина Бистрова   | СССР                 | 10,7     | КВ, РЕП |
| 1.      | 3     | Тереса Ћепли      | Пољска               | 10,7     | КВ, РЕП |
| 4.      | 1     | Марија Пјатковска | Пољска               | 10,8     | КВ      |
| 5.      | 3     | Рима Кошелева     | СССР                 | 10,9     | КВ      |
| 5.      | 3     | Марлен Кангио     | Француска            | 10,9     | КВ, НР  |
| 5.      | 4     | Карин Балцер      | Источна Немачка      | 10,9 в   | КВ      |
| 7.      | 3     | Ингрид Шлунт      | Западна Немачка      | 11,0     |         |
| 7.      | 4     | Драга Стамејчич   | Југославија          | 11,0 в   | КВ      |
| 7.      | 4     | Халина Кжижањска  | Пољска               | 11,0 в   | КВ      |
| 10.     | 1     | Дороти Виндоу     | Уједињено Краљевство | 11,1     | КВ      |
| 10.     | 1     | Летиција Бертони  | Италија              | 11,1     | КВ      |
| 10.     | 3     | Patricia Nutting  | Уједињено Краљевство | 11,1     |         |
| 13.     | 4     | Ан Чарлсворт      | Уједињено Краљевство | 11,3 в   |         |
| 14.     | 2     | Нина Хансен       | Данска               | 11,4     | КВ      |
| 15.     | 4     | Џанел Конвур      | Турска               | 12,7 в   |         |

в = ветар

### Полуфинале
У полуфиналу такмичарке су биле подељене у две групе. За финале су се квалификовале по прве три из обе групе (КВ).,
Ветар 1. пф. -3 м/с, 2. пф. -3,8 м/с
| Пласман | Група | Такмичарка        | Земља                | Резултат | Белешке |
| ------- | ----- | ----------------- | -------------------- | -------- | ------- |
| 1.      | 1     | Марија Пјатковска | Пољска               | 11,0     | КВ      |
| 1.      | 1     | Ерика Фиш         | Западна Немачка      | 11,0     | КВ      |
| 3.      | 1     | Рима Кошелева     | СССР                 | 11,1     | КВ      |
| 4.      | 2     | Галина Бистрова   | СССР                 | 11,2     | КВ      |
| 5.      | 1     | Летиција Бертони  | Италија              | 11,3     |         |
| 5.      | 1     | Дороти Виндоу     | Уједињено Краљевство | 11,3     |         |
| 5.      | 2     | Карин Балцер      | Источна Немачка      | 11,3     | КВ      |
| 8       | 2     | Тереса Ћепли      | Пољска               | 11,4     | КВ      |
| 8.      | 2     | Марлен Кангио     | Француска            | 11,4     |         |
| 10.     | 2     | Халина Кжижањска  | Пољска               | 11,5     |         |
| 11.     | 1     | Драга Стамејчич   | Југославија          | 11,6     |         |
| —       | 2     | Нина Хансен       | Данска               | НС       |         |

### Финале
,
Ветар: 0,1 м/с
| Пласман | Такмичарка        | Земља           | Резултат | Белешке |
| ------- | ----------------- | --------------- | -------- | ------- |
|         | Тереса Ћепли      | Пољска          | 10,6     | РЕП, НР |
|         | Карин Балцер      | Источна Немачка | 10,6     | РЕП     |
|         | Марија Пјатковска | Пољска          | 10,6     | РЕП, НР |
|         | Ерика Фиш         | Западна Немачка | 10,6     | РЕП, НР |
| 5       | Рима Кошелева     | СССР            | 10,8     |         |
| 6       | Галина Бистрова   | СССР            | 10,8     |         |

## Укупни биланс медаља у трци на 80 метара препоне за жене после 7. Европског првенства 1938—1962.[5]
|    | Земља                | Злато | Сребро | Бронза | Укупно |
| -- | -------------------- | ----- | ------ | ------ | ------ |
| 1, | Совјетски Савез      | 2     | 1      | 1      | 4      |
| 2. | Холандија            | 2     | 0      | 1      | 3      |
| 3. | Пољска               | 1     | 0      | 1      | 2      |
| 4. | Италија              | 1     | 0      | 0      | 1      |
| 5, | Западна Немачка      | 0     | 2      | 1      | 3      |
| 6. | Уједињено Краљевство | 0     | 1      | 1      | 2      |
| 6. | Источна Немачка      | 0     | 1      | 1      | 2      |
| 8. | Немачка              | 0     | 1      | 0      | 1      |
| 9. | Француска            | 0     | 0      | 1      | 1      |
|    | Укупно {9}           | 6     | 6      | 7      | 19     |

|    | Атлетичарка       | Земља     | Злато | Сребро | Бронза | Укупно |
| -- | ----------------- | --------- | ----- | ------ | ------ | ------ |
| 1. | Фани Бланкерс-Кун | Холандија | 2     | 0      | 0      | 2      |